# Joseph Aoun
Joseph Khalil Aoun (Baabda, 10 de janeiro de 1964) é o 14.º Presidente da República Libanesa, eleito em 9 de janeiro de 2025 após dois anos de vacância presidencial. Antes de assumir a chefia de Estado, destacou-se como comandante do Exército Libanês, posição que ocupou de 8 de março de 2017 até sua eleição, sucedendo ao General Jean Kahwaji. 
Com uma carreira militar iniciada em 1983, Aoun galgou postos ao longo das décadas, alcançando o título de General de Brigada em 2013 e, posteriormente, General em 2017. Durante seu comando, foi reconhecido por sua liderança na defesa do país em meio a crises internas e ameaças externas. Sua eleição à presidência ocorreu após uma votação no Parlamento em que obteve 99 votos, consolidando sua posição como um líder de consenso em um cenário político marcado por divisões. É fluente em árabe, inglês e francês.

## Vida inicial e educação
Aoun nasceu em 10 de janeiro de 1964, em Sin el-Fil, subúrbio de Beirute, na região do Monte Líbano, filho de Hoda Ibrahim Makhlouta e Khalil Aoun. Ele completou o ensino secundário no Collège des Frères Mont La Salle. Sua família é originária da cidade de Al-Aaishiyah, no sul do Líbano.
Aoun se matriculou na Universidade Americana Libanesa, onde obteve um diploma de bacharel em Ciências Políticas e Assuntos Internacionais em 2007. Também possui um diploma de bacharel em Ciências Militares pela Academia Militar do Exército Libanês.

## Carreira militar
Aoun ingressou no exército libanês em 1983. Treinou no exterior, especialmente nos Estados Unidos e na Síria, além de passar por treinamentos em combate ao terrorismo nos EUA (2008) e no Líbano (2013). Em 2015, tornou-se comandante da 9ª Brigada de Infantaria, que estava posicionada na fronteira com Israel. Em 8 de março de 2017, foi nomeado comandante das Forças Armadas Libanesas, sucedendo Jean Kahwaji.
Aoun liderou batalhas contra o Estado Islâmico e outros grupos militantes no leste do Líbano. Em 19 de agosto de 2017, comandou a Operação Jroud Dawn, uma ofensiva bem-sucedida para expulsar os militantes das suas fortalezas.

## Presidência
Em 9 de janeiro de 2025, Aoun foi eleito presidente no segundo turno da sessão eleitoral.  Em seu discurso inaugural, ele prometeu lutar contra as máfias, o tráfico de drogas, a interferência no sistema de justiça, a corrupção, a pobreza e o sectarismo. Ele também afirmou que promoveria a reforma econômica, política e judicial.